# Như Nhãn Từ Phong
Thích Từ Phong (1864-1938), hay Hòa thượng Như Nhãn, là một danh tăng Phật giáo Việt Nam. Sư là một trong những người đóng vai trò quan trọng trong hội "Lục hòa Liên hiệp" và phong trào Chấn hưng Phật giáo tại Nam Kỳ, cũng như nhân vật từng giữ vai trò nhất định trong Hội Thánh Cao Đài thời kỳ sơ khai.

## Thân thế
Sư thế danh là Nguyễn Văn Tường, sanh ngày 15 tháng 3 năm Giáp Tý (tức 20 tháng 4 năm 1864) tại Sông Tra, thôn Đức Hòa thượng, tổng Dương Hòa thượng, huyện Bình Dương, tỉnh Gia Định (nay thuộc huyện Đức Hòa, tỉnh Long An. Sư là con của ông Nguyễn Văn Bầu và bà Đoàn Diệu Hoa, là con trai út duy nhất của gia đình gồm ba chị em, sống bằng nghề nông.

## Căn duyên với Phật pháp
Năm 16 tuổi, khi cha mẹ bàn bạc việc lo gia thất cho mình, Sư từ chối và xin được xuất gia. Sau khi được gia đình chấp thuận, Sư đến chùa Từ Lâm ở làng Hiệp Ninh, châu thành Tây Ninh, xin quy y thọ giới với Thiền sư Minh Đạt (tục gọi Yết-ma Thích Trí Lượng hay Yết-ma Lượng) là một danh tăng khả kính đương thời. Một thời gian sau, Sư đến chùa Giác Viên ở thôn Bình Thới, tổng Tân Phong Trung, huyện Tân Long, tỉnh Gia Định (nay thuộc phường 9, quận Tân Bình, thành phố Hồ Chí Minh) cầu pháp với Hòa thượng Hoằng Ân - Minh Khiêm, được ban pháp danh Như Nhãn, pháp hiệu Từ Phong, truyền thừa đời thứ 39 dòng Lâm Tế, chi phái Đạo Mẫn. Hòa thượng Hoằng Ân thường vân du hóa đạo, ít trụ tại chùa, nên lập ban trụ trì để chăm lo Phật sự, Sư được cử làm thư ký.

## Thụ trì Giác Hải tự
Nhân một tín nữ là bà Trần Thị Liễu cúng dường một ngôi chùa mang hiệu là Giác Sơn Tự tại xóm Chợ Gạo, làng Tân Hòa Đông, tổng Long Trung, tỉnh Chợ Lớn (nay ở số 345/45 đường Hùng Vương, Quận 6, Thành phố Hồ Chí Minh) cho Hòa thượng Hoằng Ân và thỉnh Hòa thượng tới trụ trì để hoằng dương Phật pháp. Hòa thượng Hoằng Ân cử Sư về đó thay thế. Sư đổi tên chùa thành Giác Hải Tự, lấy ý trong câu "Giác giả năng độ mê tân. Mê giả tắc trầm khổ hải". Đây là ngôi chùa mà Sư trụ trì lâu nhất, nên nhiều tín đồ còn gọi sư là Hòa thượng Giác Hải.

## Hoằng dương đạo pháp
Năm 29 tuổi (Quý Tỵ 1893), sau mùa an cư kiết hạ, tại chùa Giác Viên có Đại giới đàn, Sư được cử làm Yết-ma A-xà-lê, nổi danh là một Pháp sư tinh thông kinh điển, có tài hùng biện, được tôn làm Hòa thượng Pháp sư, nhiều lần được các chùa thỉnh làm Pháp sư trong các dịp khai trường Hương như:
- Chùa Long Quang (Vĩnh Long), năm Kỷ Dậu (1909).
- Tổ đình Giác Lâm (Sài Gòn), năm Nhâm Tý (1912)
- Chùa Vĩnh Tràng (Mỹ Tho), năm Kỷ Mùi (1919)
- Chùa Bửu Long (Vĩnh Long), năm Canh Thân (1920)

Do đạo đức, học vấn và tài hùng biện của Sư, nhiều tín đồ đã cúng dường cho Sư nhiều cảnh chùa như chùa Từ Lâm (Tây Ninh), chùa An Thạnh, chùa Giác Quang (Vĩnh Long), chùa Linh Phong (Mỹ Tho), chùa Phú Thới (Gò Công)v.v... Tổng số tự viện các nơi cúng cho Sư có đến khoảng 20 ngôi.

## Trùng tu Từ Lâm tự
Năm 1925, thấy chùa Từ Lâm của thầy mình là Thiền sư Minh Đạt nằm trong khuôn viên châu thành Tây Ninh quá chật hẹp, Sư dựng một ngôi chùa mới tại Gò Kén, thôn Thái Hiệp Thạnh, gần Châu thành. Ngôi chùa này quy mô đồ sộ, trang trí đẹp, nằm trong khu vực yên tĩnh, rộng rãi, nguyên tên là Thiền Lâm, nhưng cũng mang tên Từ Lâm, ngụ ý Sư muốn tuyên dương công nghiệp của thầy mình. Tuy nhiên, chùa chỉ mới vừa xây dựng xong phần chánh, chưa trang trí, chưa làm đường lớn từ quốc lộ vào chùa, không có Đông lang, Tây lang. Mặc dù vậy, Sư vẫn cho cải táng hài cốt của thầy về chùa mới, xây tháp tôn thờ.

## Được phong Thái Chưởng Pháp Cao Đài
Trong số bổn đạo đóng góp tiền mua đất và xây chùa Từ Lâm ở Gò Kén, có các phú hào là ông bà Huyện Nguyễn Ngọc Thơ và bà Lâm Ngọc Thanh có đóng góp tiền bạc vào nhiều hơn hết. Vào giữa năm 1926, ông bà Nguyễn Ngọc Thơ nhập đạo Cao Đài, thuyết phục Sư đến dự đàn cầu cơ tại tư gia ở Tân Định. Theo tài liệu của đạo Cao Đài, cơ bút giáng thâu nạp Sư làm môn đệ và phong cho Sư làm Quảng Pháp Thiền Sư Thích Đạo Chuyển Luật Lịnh Diêu Đạo Sĩ, Chưởng Pháp phái Thái.
Do ân tình lúc xây chùa, Sư cũng đồng ý cho ông bà Nguyễn Ngọc Thơ mượn chùa để tổ chức hành lễ khai đạo Cao Đài. Tuy nhiên, không lâu sau, nhận thấy sự khác biệt trong hành đạo, Sư yêu cầu các chức sắc Cao Đài trả lại chùa và hẹn trong 3 tháng phải dời đi. Do sự việc này, các chức sắc Cao Đài phải dời trị sở về về làng Long Thành, sau hình thành nên Tòa Thánh Tây Ninh, đồng thời tuyên bố Sư bị cơ bút trục xuất khỏi đạo Cao Đài.

## Hoạt động chấn hưng Phật giáo
Bấy giờ các tự viện ở Nam Bộ thường liên kết lại thành một hội gọi là Hội Lục Hòa, dựa vào hình thức hội họp luân phiên qua lại mỗi lần tại một chùa để gây tình đoàn kết, phát động phong trào chấn hưng Phật giáo. Sư thường được các nơi thỉnh làm Pháp sư thuyết giảng trong các lần hội họp đó.
Ngày 26 tháng 8 năm 1931, do sự hoạt động tích cực của Sư Khánh Hòa, Sư Thiện Chiếu, các Hòa thượng trong các Sơn môn, Tổ đình và một số Phật tử hữu tâm, Hội Nam Kỳ Nghiên cứu Phật học được thành lập, đặt trụ sở tại chùa Linh Sơn, gần chợ Cầu Muối (Sài Gòn). Lúc này Sư đang trụ trì chùa Giác Hải, được bầu làm Chánh Hội Trưởng. Nhưng sau đó hội không tiến hành được Phật sự như mong muốn, vì một số cư sĩ ngăn trở. Năm 1933, các Hòa thượng Khánh Hòa, Từ Phong, Chánh Tâm, Tâm Quang, Khánh Anh, Huệ Quang lui về miền Tây thành lập Phật học Đường lưu động gọi là Liên Đoàn Phật học Xã để đào tạo Tăng tài. Mỗi chùa luân phiên mở lớp học 3 tháng, thường thỉnh Sư đến giảng dạy. Chẳng bao lâu Liên Đoàn Phật học Xã gặp khó khăn về tài chánh phải tan rã. Hội Lưỡng Xuyên Phật học ra đời ngày 13 tháng 8 năm 1934, khóa đầu tiên do Hòa thượng An Lạc chùa Vĩnh Tràng làm Hội trưởng, Sư làm Chứng minh Đạo sư. Năm 1935, hội xuất bản tạp chí Duy Tâm, mở trường Phật học.
So với các danh tăng thời bấy giờ, Sư tuy học vấn không nổi tiếng uyên bác bằng, nhưng tác phong đạo đức cao, có óc canh tân và nhiệt tâm xiển dương chánh pháp, cố hết sức lo chỉnh lý lại tăng đồ và cải cách sanh hoạt Phật giáo để trừ các tệ đoan trong Phật giáo Việt Nam (nhất là ở Nam Kỳ).

## Viên tịch
Sư viên tịch ngày 5 tháng 12 năm Mậu Dần (tức 24 tháng 1 năm 1939), thọ 74 tuổi, trên 50 hạ lạp. Nhục thân của Sư được đưa về tháp thờ tại Chùa Từ Lâm ở Gò Kén. Ngoài ra, tại chùa Giác Hải cũng có một tháp thờ Sư.
Hiện nay, tại chùa Giác Hải còn lại pho tượng thờ của Sư, do nghệ nhân do ông Tám Cốt tạc. Tượng được tạc trực tiếp do Sư làm mẫu nên bức tượng rất giống với người thật đến từng nếp nhăn trên gương mặt.

## Tác phẩm
Trong cuộc đời hoằng bá đạo pháp của mình, Sư có để lại một số tác phẩm như:
- Khải cáo phát minh văn (1909)
- Quy nguyên trực chỉ (1912)[6]
- Tông cảnh yếu ngữ lục (1915)